# Medallón

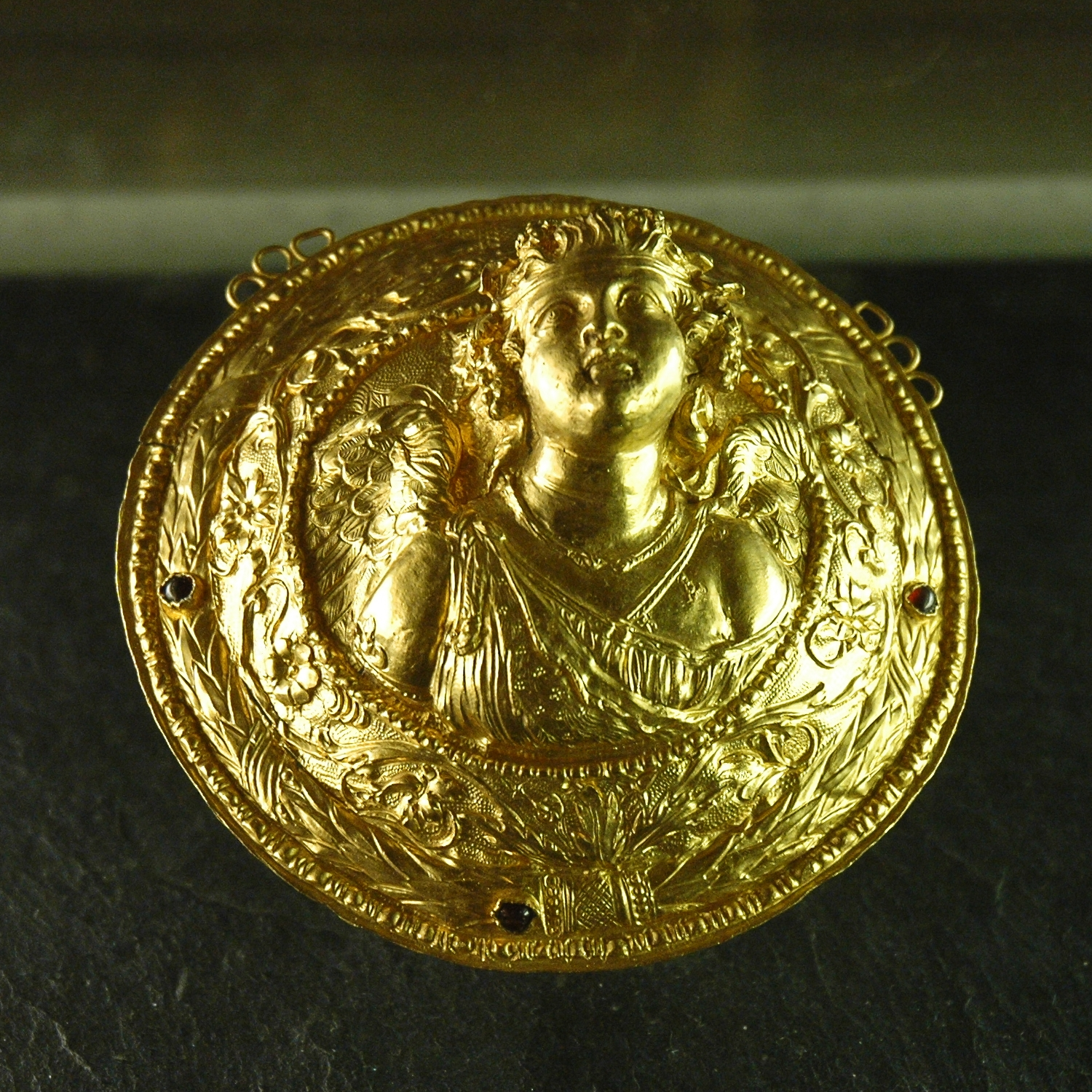
Medallón de Eros, S. III a. C.

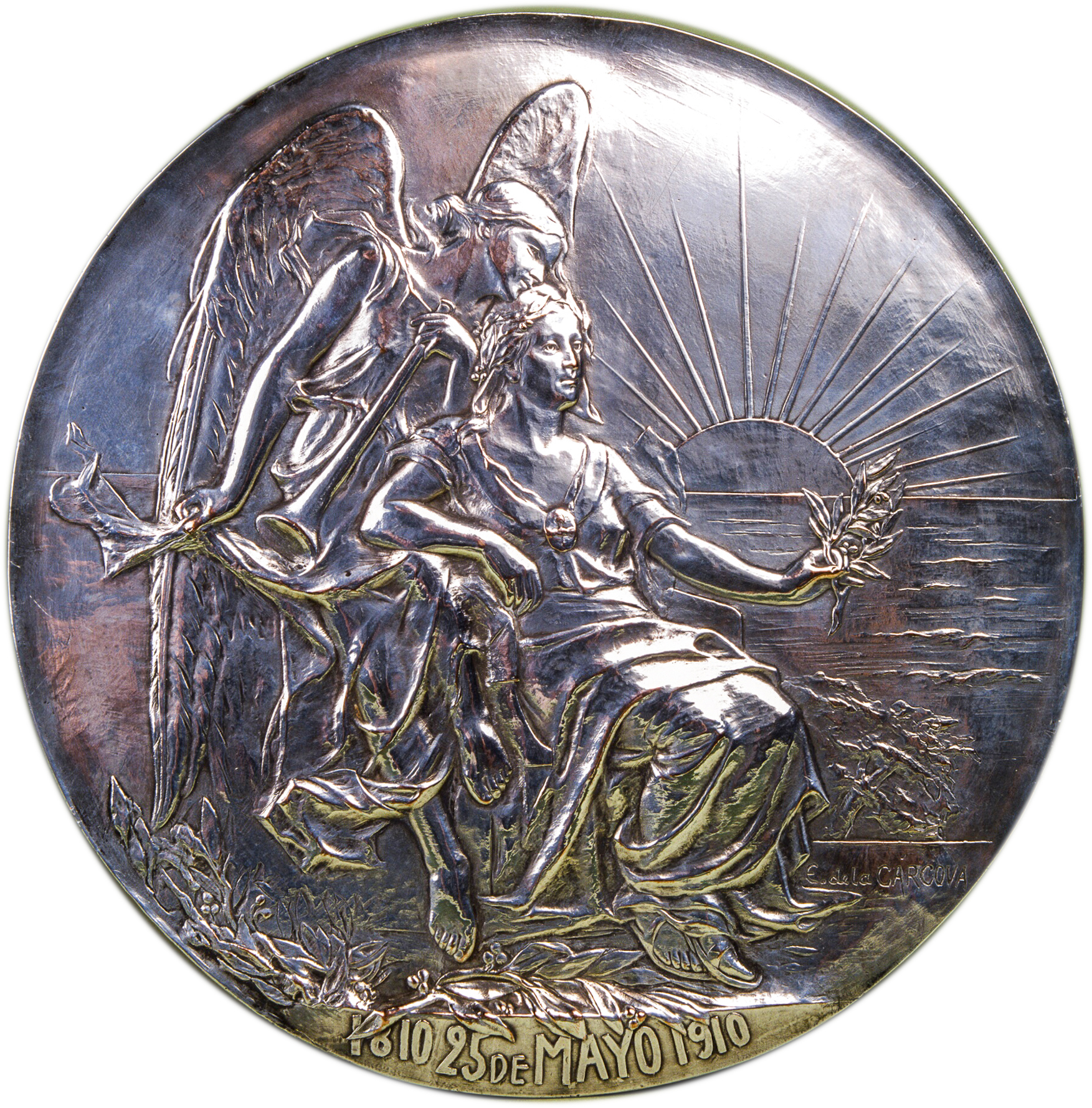
Medallón en plata, alegórico del Centenario argentino, realizada en 1910 por Ernesto de la Cárcova y expuesto en el Museo del Bicentenario

Los medallones son adornos redondeados generalmente metálicos que se llevan colgados del cuello para adorno personal. Con frecuencia se encuentran unidos a collares, aunque tienen significación propia. La ciencia que estudia los medallones es la medallística.
Los llevaron los egipcios en forma de placa más o menos cuadrada y calada, conteniendo entre otras figuras la de un gavilán o buitre con las alas extendidas, pieza conocida hoy con el nombre de pectoral. Lo usaron también las clases pudientes entre los asirios a modo de cruz parecida a la de Malta como lo revelan sus relieves monumentales. El medallón fue adoptado así mismo por los griegos, etruscos y romanos en forma circular. De estos últimos lo recibieron los pueblos occidentales siguiendo después semejante costumbre y con carácter religioso los cristianos de los siglos posteriores estando vigente hasta nuestros días.
Entre el pueblo romano el medallón se utilizaba en forma de bula que era una especie de cajita redonda u oval formada por dos láminas metálicas abombadas y unidas por los bordes. Llevaban la bula los niños de los ciudadanos libres hasta cumplir los diecisiete o dieciocho años en que la deponían y la consagraban a Hércules, cambiando a la vez la toga pretexta de la infancia por la toga viril. Cosa parecida realizaban las jóvenes dedicando su bula a Juno. Por su parte, los generales romanos que habían obtenido alguna victoria, al hacer su entrada triunfal en la ciudad pendían en su pecho un bula-amuleto, con la idea de prevenirse contra la envidia de sus coetáneos.